# 앨리슨 애넌
앨리슨 리자이나 애넌(영어: Alyson Regina Annan, 1973년 6월 12일~)은 오스트레일리아의 필드하키 선수, 지도자로 포지션은 공격형 미드필더이다. 현역 시절 오스트레일리아 여자 대표팀 선수로 활약하여 1996년과 2000년 하계 올림픽에서 금메달을 획득했고 월드컵 2회 우승, 챔피언스트로피 4회 우승을 달성했다. 또한 국제 대회에 228경기 출전하여 166골을 넣으며 오스트레일리아 여자 대표팀 최다 득점 기록을 보유하고 있다.
은퇴 후에는 지도자로 활동하여 네덜란드 여자 대표팀의 감독을 거쳐 중국 여자 대표팀의 감독을 맡고 있다.